# Günter Kootz
Günter Kootz (* 7. Februar 1929 in Görlitz) ist ein deutscher Pianist und Hochschullehrer.

## Leben und Wirken
Günter Kootz studierte ab 1946 bei Rudolf Fischer an der Hochschule für Musik und Theater „Felix Mendelssohn Bartholdy“ Leipzig. Von 1948 bis 1951 hatte er eine Aspirantur, anschließend wurde er Dozent und 1964 zum Professor berufen. Zu seinen Schülern gehören Ulrich Urban, Hanns-Martin Schreiber und Frank Peter.
Günter Kootz spielte Konzerte als Solist und mit bekannten Orchestern wie dem Gewandhausorchester Leipzig, dem Rundfunk-Sinfonieorchester Leipzig und dem Rundfunk-Sinfonieorchester Berlin unter Dirigenten wie Hermann Abendroth, Franz Konwitschny, Václav Neumann, Herbert Blomstedt und Kurt Masur. Er ist in mehreren Rundfunk- und Tonträgeraufnahmen zu hören. 
Zu seinem Repertoire gehören klassische und zeitgenössische Komponisten wie Ludwig van Beethoven, Wolfgang Amadeus Mozart, Johannes Brahms, Edvard Grieg, Sergei Prokofjew, Dmitri Schostakowitsch, Wilhelm Weismann und Rainer Kunad. Ein besonderer Schwerpunkt seiner künstlerischen Tätigkeit sind die Kompositionen von Ludwig van Beethoven, von dem er alle Klaviertrios einspielte.
Anlässlich des 85. Geburtstages von Günter Kootz gestaltete die Reihe MDR Klassik ein Sonntagskonzert.

## Auszeichnungen
- 1948: 1. Preis beim Internationalen Franz Liszt Wettbewerb für Junge Pianisten der Hochschule für Musik Weimar
- 1963: Kunstpreis der DDR[3]
- 1971: Nationalpreis der DDR III. Klasse für Kunst und Literatur für seine künstlerischen Leistungen als Konzertpianist, insbesondere seine Beethoven-Interpretationen[1]